# Diplosmittia recisus
Diplosmittia recisus är en tvåvingeart som beskrevs av Ole Anton Saether 1988. Diplosmittia recisus ingår i släktet Diplosmittia och familjen fjädermyggor.
Artens utbredningsområde är Peru. Inga underarter finns listade i Catalogue of Life.